# Атол

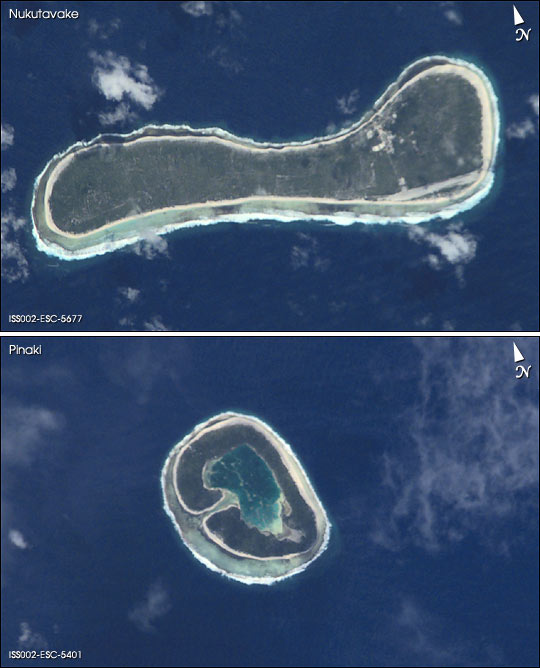
Атоли Пінаке та Нукутаваке у Французькій Полінезії, фото з сателіту NASA

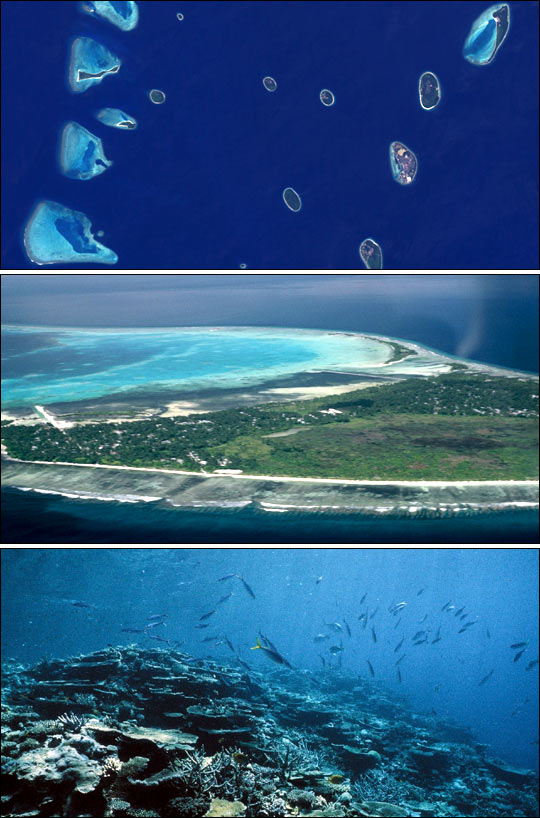
Коралові атоли

Ато́л (малай. adol — замкнений) — кораловий острів, який найчастіше має форму розірваного або суцільного кільця, що оточує неглибоку (до 100 м) лагуну.

## Загальний опис
Виникають атоли навколо островів здебільшого вулканічного походження зі скелетних решток коралів та червоних водоростей і зустрічаються тільки у тропічних та субтропічних відкритих частинах океанів. Кільце атола має вигляд валу, що замикає внутрішню лагуну і зовні круто спадає в бік океану. Вал може бути суцільним, але найчастіше лагуна поєднується з океаном низкою проток. Глибина лагуни не перевищує 100 м. Діаметр атола — від 2—3 до 100 км. Над рівнем води атоли підносяться на 10—15 м. В середині невеликих атолів замість лагун іноді утворюються блюдцеподібні округлі западини.
Великі атоли заселені людьми. Деякі лагуни зручні для стоянки суден.
Одна з гіпотез походження атолів: опускання острова, оточеного бар'єрними рифами, що поступово вкриваються коралами. 
Деякі ж атоли — рукотворні. Наприклад, 1 листопада 1952 року о 7.15, було проведено наземне випробування першої у світі термоядерної бомби "Майк", потужністю 10 Мегатон. У результаті котрої острів Елугелаб повністю зник, а на його місці утворився кратер у радіусі 2 км і глибиною 50 м. Він був частиною атолу Еніветок (Маршаллові Острови) у Тихому океані. Це стало відомо у 1954 році, з розсекреченого фільму "Ivy".

## Найбільші атоли
- Кваджалейн
- Рангіроа